# Itzig

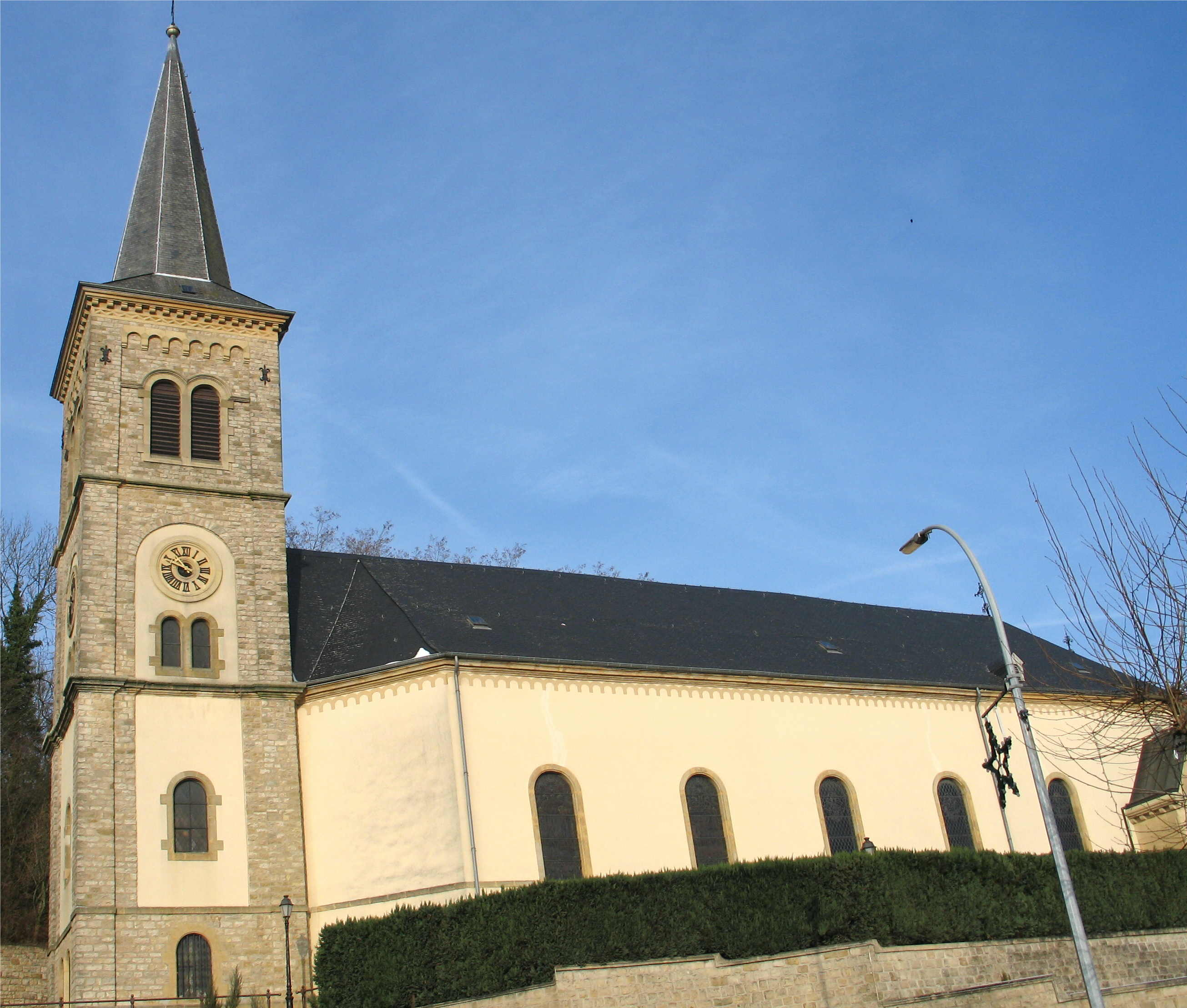

Itzig (Luxemburgs: Izeg) is een plaats in de gemeente Hesperange en het kanton Luxemburg in Luxemburg.
Itzig telt 2226 inwoners (2015).

## Geboren
- Jasmin Šabotić (1994), voetbalscheidsrechter